# Eastern League of American Football 2015
La Eastern League of American Football 2015 è stata la 4ª edizione dell'omonimo torneo di football americano.
Ha avuto inizio il 25 aprile e si è conclusa il 29 agosto con la finale vinta per 21-0 dai bielorussi Minsk Litwins sui russi Moscow Bruins.

## Squadre partecipanti
| Club                  | Città   | Stadio | Sponsor ufficiale | Risultato nella stagione 2014 |
| --------------------- | ------- | ------ | ----------------- | ----------------------------- |
| Minsk Litwins         | Minsk   |        |                   | Campioni ELAF                 |
| Minsk Zubrs           | Minsk   |        |                   | Semifinalisti ELAF            |
| Moscow Bruins         | Mosca   |        |                   | Vicecampioni ELAF             |
| Voronezh Mighty Ducks | Voronež |        |                   | Quarti di finale UAFR         |

## Stagione regolare

### Calendario

#### 1ª giornata
| 25 aprile 2015 | Minsk Litwins | 47 – 10 (22-0 13-0 6-10 6-0) | Voronezh Mighty Ducks | (197 spett.) |

| 26 aprile 2015 | Minsk Zubrs | 34 – 19 (8-7 6-6 0-0 20-6) | Moscow Bruins | (112 spett.) |

#### 2ª giornata
| 23 maggio 2015 | Moscow Bruins | 7 – 9 | Voronezh Mighty Ducks |  |

| 24 maggio 2015 | Minsk Zubrs | 8 – 31 | Minsk Litwins |  |

#### 3ª giornata
| 14 giugno 2015 | Voronezh Mighty Ducks | 15 – 22 | Minsk Zubrs |  |

#### 4ª giornata
| 20 giugno 2015 | Moscow Bruins | 21 – 24 | Minsk Litwins |  |

#### 5ª giornata
| 1º agosto 2015 | Moscow Bruins | 21 – 0 | Minsk Zubrs |  |

| 1º agosto 2015 | Voronezh Mighty Ducks | 0 – 21 | Minsk Litwins |  |

#### 6ª giornata
| 15 agosto 2015 | Minsk Zubrs | 0 – 0 | Voronezh Mighty Ducks |  |

| 15 agosto 2015 | Minsk Litwins | 0 – 0 | Moscow Bruins |  |

#### 7ª giornata
| 22 agosto 2015 | Minsk Litwins | 21 – 0 | Minsk Zubrs |  |

| 22 agosto 2015 | Voronezh Mighty Ducks | 0 – 21 | Moscow Bruins |  |

### Classifica
La classifica della regular season è la seguente:
- PCT = percentuale di vittorie, G = partite giocate, V = partite vinte, N = partite pareggiate, P = partite perse, PF = punti fatti, PS = punti subiti

| Pos. | Squadra               | PCT  | G | V | N | P | PF  | PS  |
| ---- | --------------------- | ---- | - | - | - | - | --- | --- |
| 1    | Minsk Litwins         | .917 | 6 | 5 | 1 | 0 | 144 | 39  |
| 2    | Moscow Bruins         | .417 | 6 | 2 | 1 | 3 | 89  | 67  |
| 3    | Minsk Zubrs           | .417 | 6 | 2 | 1 | 3 | 64  | 107 |
| 4    | Voronezh Mighty Ducks | .250 | 6 | 1 | 1 | 4 | 34  | 118 |

## Finale
| 29 agosto 2015 | Minsk Litwins | 21 – 0 | Moscow Bruins |  |

## Verdetti
- Minsk Litwins Campioni Eastern League of American Football 2015